# Serie A 2016 (pallapugno)
La Serie A 2016, chiamata per ragioni di sponsorizzazione Serie A Trofeo Cantine Manfredi, è stata la 95ª edizione del massimo campionato italiano di pallapugno maschile.

## Squadre partecipanti
| Club                                    | Capitano          | Città                       |
| --------------------------------------- | ----------------- | --------------------------- |
| Clinica Tealdo Alta Langa               | Davide Dutto      | San Benedetto Belbo (CN)    |
| 958 Santero Augusto Manzo               | Roberto Corino    | Santo Stefano Belbo (CN)    |
| Torronalba Canalese                     | Bruno Campagno    | Canale (CN)                 |
| Araldica Castagnole Lanze               | Massimo Vacchetto | Castagnole delle Lanze (AT) |
| Egea Cortemilia                         | Enrico Parussa    | Cortemilia (CN)             |
| Ristorante Flipper Imperiese            | Daniel Giordano   | Dolcedo (IM)                |
| Bee Food Merlese                        | Andrea Pettavino  | Mondovì (CN)                |
| Araldica Pro Spigno                     | Paolo Vacchetto   | Spigno Monferrato (AL)      |
| Acqua San Bernardo Bre Banca Subalcuneo | Federico Raviola  | Cuneo                       |

## Prima Fase
|   | Club             | P  |
| - | ---------------- | -- |
| 1 | Canalese         | 14 |
| 2 | Subalcuneo       | 12 |
| 3 | Augusto Manzo    | 10 |
| 4 | Castagnole Lanze | 9  |
| 5 | Merlese          | 8  |
| 6 | Pro Spigno       | 7  |
| 7 | Imperiese        | 5  |
| 8 | Alta Langa       | 4  |
| 9 | Cortemilia       | 3  |

## Seconda Fase
|   | Club             | P  |
| - | ---------------- | -- |
| 1 | Castagnole Lanze | 25 |
| 2 | Subalcuneo       | 22 |
| 3 | Canalese         | 18 |
| 4 | Augusto Manzo    | 16 |
| 5 | Merlese          | 12 |

|   | Club       | P  |
| - | ---------- | -- |
| 6 | Pro Spigno | 19 |
| 7 | Alta Langa | 10 |
| 8 | Cortemilia | 9  |
| 9 | Imperiese  | 4  |

## Fase Finale

### Spareggi Play-off
| Merlese       | Pro Spigno | 7-11 |
| Augusto Manzo | Alta Langa | 11-5 |

| Augusto Manzo | Pro Spigno | 9-11 |

### Finali Scudetto
| Squadra 1        | Squadra 2  | Andata | Ritorno | Spareggio |
| ---------------- | ---------- | ------ | ------- | --------- |
| Castagnole Lanze | Pro Spigno | 11-7   | 11-5    |           |
| Canalese         | Subalcuneo | 9-11   | 11-10   | 6-11      |

| Squadra 1        | Squadra 2  | Andata | Ritorno |
| ---------------- | ---------- | ------ | ------- |
| Castagnole Lanze | Subalcuneo | 11-4   | 11-8    |

## Squadra Campione d'Italia
Araldica Castagnole Lanze
- Battitore: Massimo Vacchetto
- Spalla: Simone Re
- Terzini: Lorenzo Bolla, Yehia El Kara